# Denzel Dumfries
Denzel Justus Morris Dumfries (Rotterdam, 18 april 1996) is een Nederlands profvoetballer die doorgaans als verdediger speelt. Hij tekende in augustus 2021 een contract tot medio 2025 bij Internazionale, dat circa €15 miljoen voor hem betaalde aan PSV. Dumfries debuteerde in 2018 in het Nederlands voetbalelftal.

## Carrière

### Sparta
Dumfries is een laatbloeier die lang uitkwam voor amateurteams. Hij speelde in de jeugd bij Smitshoek, Spartaan'20, wederom Smitshoek en Barendrecht voor hij in 2014 gecontracteerd werd door Sparta Rotterdam. Hij maakte op 20 februari 2015 zijn debuut in de Eerste divisie, in een met 2–1 verloren wedstrijd uit tegen FC Emmen. Hij verving na rust Johan Voskamp. 
Het seizoen erop was Dumfries basisspeler bij Sparta. Hij maakte op 18 januari 2016 tegen RKC Waalwijk zijn eerste doelpunt in het betaald voetbal. Dumfries werd op 11 april met Sparta Rotterdam kampioen van de Eerste divisie. Hij werd op 4 mei 2016 uitgeroepen tot grootste talent van de Eerste divisie en ontving hiervoor een Gouden Stier. Gedurende het seizoen 2016/17 was hij ook in de Eredivisie basisspeler bij Sparta. Op 19 november scoorde hij in de Rotterdamse derby tegen Excelsior zijn eerste doelpunt in de Eredivisie. Hij eindigde met Sparta vijftiende en ontliep daarmee degradatie. In totaal speelde Dumfries 72 wedstrijden voor Sparta, waarin hij tot twee goals en vijf assists kwam. 

### sc Heerenveen
Dumfries tekende in juli 2017 een contract tot medio 2021 bij sc Heerenveen. Hij maakte op 13 augustus tegen FC Groningen met twee assists zijn debuut voor Heerenveen. In zijn eerste vier wedstrijden was hij goed voor vijf assists. Op 9 december scoorde hij tegen VVV-Venlo zijn eerste goal voor Heerenveen. Hij speelde in zijn enige seizoen in Friesland 33 van de 34 competitiewedstrijden, allemaal als basisspeler. Datzelfde gold voor de twee wedstrijden die Heerenveen daarna nog speelde in de play-offs, naar aanleiding van het behalen van de achtste plaats in de competitie. In alle competities kwam Dumfries tot 37 wedstrijden, vier goals en acht assists.

### PSV
Dumfries verruilde sc Heerenveen na een seizoen voor PSV, de kampioen van de Eredivisie in het voorgaande seizoen. Dat betaalde circa €5,5 miljoen voor hem. Hij tekende tot medio 2023 bij de Eindhovense club. Dumfries maakte op 7 juli 2018, in de met 5-3 verloren oefenduel tegen RSC Anderlecht, zijn officieuze debuut voor PSV. Dit deed hij samen met de aangekochte linksback Angeliño. Samen zouden zij het verrassend sterke back duo worden waar het seizoen daarvoor veel behoefte aan was. Het sterke loopvermogen en de fysieke kracht van Dumfries in combinatie met de fijne voorzetten van Angeliño waren dat seizoen echt een wapen. Dumfries kwam op 21 augustus 2018 voor het eerst in zijn carrière in actie voor de UEFA Champions League. Hij stond die dag in het basiselftal tijdens de met 2–3 gewonnen voorronde wedstrijd bij FK BATE Borisov. Een basisplaats die hij voor de rest van het 2018/19 seizoen niet meer zou afstaan. 
Dumfries maakte op 22 augustus 2019 zijn eerste doelpunt in Europees verband. Hij bracht PSV op 3–0 in een met diezelfde cijfers gewonnen wedstrijd in de voorronden van de UEFA Europa League, thuis tegen Apollon Limasol. Coach Mark van Bommel benoemde Dumfries eind november 2019 tot aanvoerder van PSV. Dit bleef hij ook toen Ernest Faber Van Bommel in december 2019 op interim-basis opvolgde. Hij scoorde vier goals in de laatste acht competitiewedstrijden van het seizoen, voordat de competitie door de coronapandemie werd stilgelegd. 
Ook in zijn derde en laatste seizoen bij PSV was Dumfries aanvoerder. Hij kwam dat jaar tot vier goals en negen assists in 41 wedstrijden. In de zomer blonk Dumfries uit op het EK en bleek hij niet te houden voor PSV. Hij kwam in totaal tot 124 wedstrijden voor PSV, waarin hij goed was voor zestien goals en twintig assists.

### Internazionale
In augustus 2021 tekende Dumfries een vierjarig contract bij Internazionale. Tijdens zijn eerste seizoen bij de club uit Milaan wist het team, met Dumfries vaak als basisspeler, de Coppa Italia en de Supercoppa te veroveren. In zijn tweede seizoen (2022/23) werd hetzelfde bewerkstelligd en bereikten ze ook de finale van de UEFA Champions League in Istanbul. Die werd echter verloren van Manchester City. Bij Inter maakte hij een sterke ontwikkeling door. In december 2023 werd hij voor het eerst – op positie 97 – opgenomen in de prestigieuze lijst van 100 best male footballers in the world van The Guardian.
In het seizoen 2023/24 werd hij voor de eerste keer kampioen van Italië. Dit door in de kampioenswedstrijd uitgerekend AC Milan met 2-1 te verslaan. In de slotfase van dat duel kreeg hij net als Theo Hernández een rode kaart na een opstootje. De twee voetballers hadden het de afgelopen jaren wel vaker met elkaar aan de stok. Dumfries kwam in de problemen toen tijdens het vieren van de titel een spandoek aanpakte van een supporter die Dumfries afbeeldt, terwijl hij Hernández als een hond aan de lijn houdt. Na afloop zei hij daar zelf over: "Ik ben een speler die houdt van rivaliteit in het voetbal, het is een cruciaal deel van elke sport. Ik weet nu dat het omhoog houden van dat spandoek een beoordelingsfout was van mijn kant en zeker niet slim."
In seizoen 2024/25 maakte hij twee doelpunten en gaf hij een assist in de uitwedstrijd tegen FC Barcelona in de halve finale van de UEFA Champions League. In de return, de thuiswedstrijd, verzorgde hij twee assists. Dit was net voldoende voor de overwinning, waardoor Dumfries voor de tweede maal de finale van de UEFA Champions League bereikte. De finale tegen Paris Saint Germain ging verloren (0-5), waardoor Dumfries voor de tweede maal de finale van dit toernooi verloor.

## Clubstatistieken
| Seizoen                    | Club             | Competitie      | Competitie | Competitie | Beker | Beker | Internationaal | Internationaal | Overig | Overig | Totaal | Totaal |
| Seizoen                    | Club             | Competitie      | Wed.       | Dlp.       | Wed.  | Dlp.  | Wed.           | Dlp.           | Wed.   | Dlp.   | Wed.   | Dlp.   |
| -------------------------- | ---------------- | --------------- | ---------- | ---------- | ----- | ----- | -------------- | -------------- | ------ | ------ | ------ | ------ |
| 2014/15                    | Sparta Rotterdam | Eerste divisie  | 3          | 0          | 0     | 0     | —              | —              | —      | —      | 3      | 0      |
| 2015/16                    | Sparta Rotterdam | Eerste divisie  | 31         | 1          | 2     | 0     | —              | —              | —      | —      | 33     | 1      |
| 2016/17                    | Sparta Rotterdam | Eredivisie      | 31         | 1          | 5     | 0     | —              | —              | —      | —      | 36     | 1      |
| 2017/18                    | SC Heerenveen    | Eredivisie      | 33         | 3          | 2     | 0     | —              | —              | 2      | 1      | 37     | 4      |
| 2018/19                    | PSV              | Eredivisie      | 34         | 4          | 0     | 0     | 8              | 0              | 1      | 0      | 43     | 4      |
| 2019/20                    | PSV              | Eredivisie      | 25         | 7          | 2     | 0     | 12             | 1              | 1      | 0      | 40     | 8      |
| 2020/21                    | PSV              | Eredivisie      | 30         | 2          | 3     | 1     | 8              | 1              | —      | —      | 41     | 4      |
| 2021/22                    | Internazionale   | Serie A         | 33         | 5          | 4     | 0     | 7              | 0              | 1      | 0      | 45     | 5      |
| 2022/23                    | Internazionale   | Serie A         | 34         | 1          | 5     | 0     | 11             | 1              | —      | —      | 50     | 2      |
| 2023/24                    | Internazionale   | Serie A         | 31         | 4          | 0     | 0     | 5              | 0              | —      | —      | 36     | 4      |
| 2024/25                    | Internazionale   | Serie A         | 26         | 6          | 2     | 0     | 11             | 2              | 2      | 2      | 41     | 10     |
| Carrière totaal            | Carrière totaal  | Carrière totaal | 311        | 34         | 25    | 1     | 62             | 5              | 7      | 3      | 405    | 43     |
| Bijgewerkt t/m 7 mei 2025. |                  |                 |            |            |       |       |                |                |        |        |        |        |

## Interlandcarrière

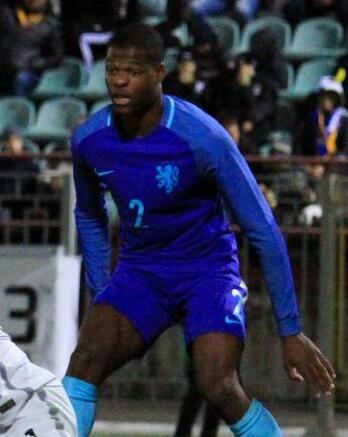
Dumfries met Nederland –21 in 2017

Dumfries maakte als A-junior van BVV Barendrecht zijn debuut in het Arubaans voetbalelftal. Hij debuteerde hierin op 28 maart 2014 onder bondscoach Giovanni Franken als basisspeler, in een vriendschappelijke thuiswedstrijd tegen het Guamees voetbalelftal (2–2). Drie dagen later maakte Dumfries zijn eerste doelpunt voor Aruba, in een tweede wedstrijd tegen Guam (2–0). Hij werd na 89 minuten vervangen door Nickenson Paul.
Na zijn overgang naar Sparta stopte Dumfries als Arubaans international, in de hoop zich in de kijker te spelen voor Nederlandse nationale (jeugd)elftallen.
Hij debuteerde in 2016 in zowel Nederland –20 als Nederland –21. Zijn debuut in het Nederlands voetbalelftal volgde op 13 oktober 2018. Bondscoach Ronald Koeman gaf hem die dag een basisplaats in een met 3–0 gewonnen interland tegen Duitsland in het kader van de UEFA Nations League. Ook tijdens de rest van dit toernooi speelde hij mee, tot in de finale. 
Het EK 2020 zou een belangrijk toernooi voor Dumfries worden. Waar hij tijdens de kwalificatierondes in 2019 noch moest concurreren met Joël Veltman voor een basisplaats, was hij bij de start van het toernooi op 13 juni 2021 de onbetwiste rechtsback van het elftal. Tijdens de eerste wedstrijd van het EK 2020 (gespeeld in 2021) tegen Oekraïne, scoorde Dumfries vanuit de voorzet van Nathan Aké de winnende 3-2. Het was zijn eerste doelpunt voor het Nederlands elftal. In de tweede wedstrijd van Nederland tegen Oostenrijk scoorde hij opnieuw een doelpunt. De wedstrijd werd met 2-0 gewonnen en Dumfries werd uitgeroepen tot man van de wedstrijd. Door deze resultaten was Nederland na twee wedstrijden al zeker van een plaats in de knock-out fase en groeide Dumfries uit tot de sensatie van het toernooi. Nederland stranden echter teleurstellend in de eerste knock-out ronde door met 0-2 van Tsjechië te verliezen.  
In aanloop van het WK 2022 in Qatar was Dumfries een van de eerste spelers die zeker was van een plaats in het elftal. De poulewedstrijden zouden stroef verlopen en Dumfries viel niet op in zijn spel. Toch wist Nederland zich te plaatsen voor de volgende ronde. In de 1/8 finale trof het elftal de VS. Dumfries speelde in deze met 3-1 gewonnen wedstrijd de hoofdrol. Hij gaf een assist op Memphis Depay en een assist op Daley Blind, en scoorde uiteindelijk zelf de derde. Helaas voor Oranje eindigde dit toernooi ook in een teleurstelling. In een krankzinnige kwartfinale tegen het Argentinië van Lionel Messi werd Nederland na penalty’s verslagen. Na de wedstrijd lopen de emoties van het elftal hoog op en pakt Dumfries zelfs nog een rode kaart.
Dumfries speelde op 18 november 2023 zijn 50e interland voor Oranje, in de EK-kwalificatiewedstrijd tegen Ierland, waarin Nederland zich wist te plaatsen voor het EK 2024 in Duitsland. Hij werd op 29 mei 2024 door Koeman opgenomen in de Nederlandse selectie voor het eindtoernooi. Nederland overleefde een groep met Polen, Frankrijk en Oostenrijk en schakelde vervolgens Roemenië en Turkije uit, voordat het in de halve finales met 2–1 verloor van Engeland.
Op 16 november 2024 scoorde Dumfries zijn 10e goal voor oranje in de met 4-0 gewonnen wedstrijd tegen Hongarije. Nederland plaatste zich met deze overwinning voor de play offs van de UEFA Nations League.
| Interlands van Denzel Dumfries voor Nederland | Interlands van Denzel Dumfries voor Nederland | Interlands van Denzel Dumfries voor Nederland | Interlands van Denzel Dumfries voor Nederland | Interlands van Denzel Dumfries voor Nederland | Interlands van Denzel Dumfries voor Nederland |
| №                                             | Datum                                         | Wedstrijd                                     | Uitslag                                       | Soort wedstrijd                               | Goals                                         |
| --------------------------------------------- | --------------------------------------------- | --------------------------------------------- | --------------------------------------------- | --------------------------------------------- | --------------------------------------------- |
|                                               |                                               |                                               |                                               |                                               |                                               |
| Als speler van PSV                            | Als speler van PSV                            | Als speler van PSV                            | Als speler van PSV                            | Als speler van PSV                            | 2                                             |
| 1.                                            | 13 oktober 2018                               | Nederland – Duitsland                         | 3 – 0                                         | Nations League 2018/19                        |                                               |
| 2.                                            | 16 oktober 2018                               | België – Nederland                            | 1 – 1                                         | Vriendschappelijk                             |                                               |
| 3.                                            | 16 november 2018                              | Nederland – Frankrijk                         | 2 – 0                                         | Nations League 2018/19                        |                                               |
| 4.                                            | 21 maart 2019                                 | Nederland – Wit-Rusland                       | 4 – 0                                         | Kwalificatie EK 2020                          |                                               |
| 5.                                            | 24 maart 2019                                 | Nederland – Duitsland                         | 2 – 3                                         | Kwalificatie EK 2020                          |                                               |
| 6.                                            | 6 juni 2019                                   | Nederland – Engeland                          | 3 – 1                                         | Nations League 2018/19                        |                                               |
| 7.                                            | 9 juni 2019                                   | Portugal – Nederland                          | 1 – 0                                         | Nations League 2018/19                        |                                               |
| 8.                                            | 6 september 2019                              | Duitsland – Nederland                         | 2 – 4                                         | Kwalificatie EK 2020                          |                                               |
| 9.                                            | 10 oktober 2019                               | Nederland – Noord-Ierland                     | 3 – 1                                         | Kwalificatie EK 2020                          |                                               |
| 10.                                           | 7 september 2020                              | Nederland – Italië                            | 0 – 1                                         | Nations League 2020/21                        |                                               |
| 11.                                           | 11 oktober 2020                               | Bosnië en Her. – Nederland                    | 0 – 0                                         | Nations League 2020/21                        |                                               |
| 12.                                           | 11 november 2020                              | Nederland – Spanje                            | 1 – 1                                         | Vriendschappelijk                             |                                               |
| 13.                                           | 15 november 2020                              | Nederland – Bosnië en Herz.                   | 3 – 1                                         | Nations League 2020/21                        |                                               |
| 14.                                           | 18 november 2020                              | Polen – Nederland                             | 1 – 2                                         | Nations League 2020/21                        |                                               |
| 15.                                           | 24 maart 2021                                 | Turkije – Nederland                           | 4 – 2                                         | Kwalificatie WK 2022                          |                                               |
| 16.                                           | 27 maart 2021                                 | Nederland – Letland                           | 2 – 0                                         | Kwalificatie WK 2022                          |                                               |
| 17.                                           | 30 maart 2021                                 | Gibraltar – Nederland                         | 0 – 7                                         | Kwalificatie WK 2022                          |                                               |
| 18.                                           | 2 juni 2021                                   | Nederland – Schotland                         | 2 – 2                                         | Vriendschappelijk                             |                                               |
| 19.                                           | 6 juni 2021                                   | Nederland – Georgië                           | 3 – 0                                         | Vriendschappelijk                             |                                               |
| 20.                                           | 13 juni 2021                                  | Nederland – Oekraïne                          | 3 – 2                                         | EK 2020                                       | 85'                                           |
| 21.                                           | 17 juni 2021                                  | Nederland – Oostenrijk                        | 2 – 0                                         | EK 2020                                       | 67'                                           |
| 22.                                           | 21 juni 2021                                  | Noord-Macedonië – Nederland                   | 0 – 3                                         | EK 2020                                       |                                               |
| 23.                                           | 27 juni 2021                                  | Nederland – Tsjechië                          | 0 – 2                                         | EK 2020                                       |                                               |
| Als speler van Internazionale                 | Als speler van Internazionale                 | Als speler van Internazionale                 | Als speler van Internazionale                 | Als speler van Internazionale                 | 7                                             |
| 24.                                           | 1 September 2021                              | Noorwegen – Nederland                         | 1 – 1                                         | Kwalificatie WK 2022                          |                                               |
| 25.                                           | 4 september 2021                              | Nederland – Montenegro                        | 4 – 0                                         | Kwalificatie WK 2022                          |                                               |
| 26.                                           | 7 september 2021                              | Nederland – Turkije                           | 6 – 1                                         | Kwalificatie WK 2022                          |                                               |
| 27.                                           | 8 oktober 2021                                | Letland – Nederland                           | 0 – 1                                         | Kwalificatie WK 2022                          |                                               |
| 28.                                           | 11 oktober 2021                               | Nederland – Gibraltar                         | 6 – 0                                         | Kwalificatie WK 2022                          | 48'                                           |
| 29.                                           | 13 november 2021                              | Montenegro – Nederland                        | 2 – 2                                         | Kwalificatie WK 2022                          |                                               |
| 30.                                           | 16 november 2021                              | Nederland – Noorwegen                         | 2 – 0                                         | Kwalificatie WK 2022                          |                                               |
| 31.                                           | 26 maart 2022                                 | Nederland – Denemarken                        | 4 – 2                                         | Vriendschappelijk                             |                                               |
| 32.                                           | 29 maart 2022                                 | Nederland – Duitsland                         | 1 – 1                                         | Vriendschappelijk                             |                                               |
| 33.                                           | 3 juni 2022                                   | België – Nederland                            | 1 – 4                                         | Nations League 2022/23                        | 62'                                           |
| 34.                                           | 11 juni 2022                                  | Nederland – Polen                             | 2 – 2                                         | Nations League 2022/23                        | 54'                                           |
| 35.                                           | 14 juni 2022                                  | Nederland – Wales                             | 3 – 2                                         | Nations League 2022/23                        |                                               |
| 36.                                           | 22 september 2022                             | Polen – Nederland                             | 0 – 2                                         | Nations League 2022/23                        |                                               |
| 37.                                           | 25 september 2022                             | Nederland – België                            | 1 – 0                                         | Nations League 2022/23                        |                                               |
| 38.                                           | 21 november 2022                              | Senegal – Nederland                           | 0 – 2                                         | WK 2022                                       |                                               |
| 39.                                           | 25 november 2022                              | Nederland – Ecuador                           | 1 – 1                                         | WK 2022                                       |                                               |
| 40.                                           | 29 november 2022                              | Nederland – Qatar                             | 2 – 0                                         | WK 2022                                       |                                               |
| 41.                                           | 3 december 2022                               | Nederland – Verenigde Staten                  | 3 – 1                                         | WK 2022                                       | 81'                                           |
| 42.                                           | 9 december 2022                               | Nederland – Argentinië                        | 2 – 2                                         | WK 2022                                       |                                               |
| 43.                                           | 27 maart 2023                                 | Nederland – Gibraltar                         | 3 – 0                                         | Kwalificatie EK 2024                          |                                               |
| 44.                                           | 14 juni 2023                                  | Nederland – Kroatië                           | 2 – 4                                         | Nations League 2022/23                        |                                               |
| 45.                                           | 18 juni 2023                                  | Nederland – Italië                            | 2 – 3                                         | Nations League 2022/23                        |                                               |
| 46.                                           | 7 september 2023                              | Nederland – Griekenland                       | 3 – 0                                         | Kwalificatie EK 2024                          |                                               |
| 47.                                           | 10 september 2023                             | Ierland – Nederland                           | 1 – 2                                         | Kwalificatie EK 2024                          |                                               |
| 48.                                           | 13 oktober 2023                               | Nederland – Frankrijk                         | 1 – 2                                         | Kwalificatie EK 2024                          |                                               |
| 49.                                           | 16 oktober 2023                               | Griekenland – Nederland                       | 0 – 1                                         | Kwalificatie EK 2024                          |                                               |
| 50.                                           | 18 november 2023                              | Nederland – Ierland                           | 1 – 0                                         | Kwalificatie EK 2024                          |                                               |
| 51.                                           | 22 maart 2024                                 | Nederland – Schotland                         | 4 – 0                                         | Vriendschappelijk                             |                                               |
| 52.                                           | 26 maart 2024                                 | Duitsland – Nederland                         | 2 – 1                                         | Vriendschappelijk                             |                                               |
| 53.                                           | 10 juni 2024                                  | Nederland – IJsland                           | 4 – 0                                         | Vriendschappelijk                             |                                               |
| 54.                                           | 16 juni 2024                                  | Polen – Nederland                             | 1 – 2                                         | EK 2024                                       |                                               |
| 55.                                           | 21 juni 2024                                  | Nederland – Frankrijk                         | 0 – 0                                         | EK 2024                                       |                                               |
| 56.                                           | 2 juli 2024                                   | Roemenië – Nederland                          | 0 – 3                                         | EK 2024                                       |                                               |
| 57.                                           | 6 juli 2024                                   | Nederland – Turkije                           | 2 – 1                                         | EK 2024                                       |                                               |
| 58.                                           | 10 juli 2024                                  | Nederland – Engeland                          | 1 – 2                                         | EK 2024                                       |                                               |
| 59.                                           | 7 september 2024                              | Nederland – Bosnië en Herzegovina             | 5 – 2                                         | Nations League 2024/25                        |                                               |
| 60.                                           | 10 september 2024                             | Nederland – Duitsland                         | 2 – 2                                         | Nations League 2024/25                        | 51'                                           |
| 61.                                           | 11 oktober 2024                               | Hongarije – Nederland                         | 1 – 1                                         | Nations League 2024/25                        | 83'                                           |
| 62.                                           | 14 oktober 2024                               | Duitsland - Nederland                         | 1 – 0                                         | Nations League 2024/25                        |                                               |
| 63.                                           | 16 november 2024                              | Nederland – Hongarije                         | 4 – 0                                         | Nations League 2024/25                        | 64'                                           |
| 64.                                           | 7 juni 2025                                   | Finland - Nederland                           | 0-2                                           | Kwalificatie WK 2026                          | 23'                                           |
| 65.                                           | 10 juni 2025                                  | Nederland - Malta                             | 8-0                                           | Kwalificatie WK 2026                          |                                               |

## Erelijst
| Competitie                        | Aantal           | Jaren             |                  |                  |
| Sparta Rotterdam                  | Sparta Rotterdam | Sparta Rotterdam  | Sparta Rotterdam | Sparta Rotterdam |
| --------------------------------- | ---------------- | ----------------- | ---------------- | ---------------- |
| Eerste divisie                    | 1x               | 2015/16           |                  |                  |
| Internazionale                    |                  |                   |                  |                  |
| Serie A                           | 1x               | 2023/24           |                  |                  |
| Coppa Italia                      | 2x               | 2021/22, 2022/23, |                  |                  |
| Supercoppa Italiana               | 3x               | 2021, 2022, 2023  |                  |                  |
| Individueel                       |                  |                   |                  |                  |
| Gouden Stier                      | 1x               | 2015/16           |                  |                  |
| Eredivisie-Elftal van het Seizoen | 1x               | 2018/19           |                  |                  |

## Privéleven
Dumfries werd geboren in Rotterdam als zoon van een Arubaanse vader en een Surinaamse moeder. Zijn ouders vernoemden hem naar de Amerikaanse acteur Denzel Washington, die diverse Oscars in de wacht sleepte. Dumfries is de neef van kickboksers Jason Wilnis en Jahfarr Wilnis. In september 2020 werd hij voor de eerste maal vader.